# Shinova
Shinova är en spansk musikgrupp från Berriz (Bizkaia, Baskien) som varit aktiv sedan år 2008. I början spelade bandet hårdrock/alternativ metal och under den perioden släpptes studioalbumen Latidos (2009) och La Ceremonia de la Confusión. Efter en del medlemsbyten släpptes tredje albumet Ana y el Artista Temerario år 2014, ett album som blev början på ett nytt musikalisk period då soundet blev mer indierock/pop-orienterad. Idag har bandet kontrakt med Warner Music Spain, deras fjärde studialbum Volver (2016) hamnade på plats 49 i spanska topplistorna.

## Medlemmar

### Nuvarande medlemmar
- Gabriel de la Rosa – sång
- Daniel del Valle – gitarr
- Erlantz Prieto – gitarr
- Ander Cabello – bas
- Joshua Froufe – trummor

### Tidigare medlemmar
- Eneko Urcelay – trummor (2008–2014)
- Iñaki Elorza – gitarr (2008–2010)
- Javier Martín – gitarr (2008–2011)
- Xabier Laria – gitarr (2011–2014)
- Argi – gitarr (2012–2013)
- Christian Rodriguez – keyboard (2011–2014)

### Studiomedlemmar
- David Gorospe – trummor (Ana y el Artista Temerario)

## Diskografi

### Studioalbum
- Latidos (DFX) – 2009
- La Ceremonia de la Confusión (Självutgiven) – 2011
- Ana y el Artista Temerario (Maldito Records) – 2014
- Volver (Warner Music Spain) – 2016
- Cartas De Navegación (Warner Music Spain) – 2018
- La Buena Suerte (Warner Music Spain) – 2021

### Musikvideor
- Sin Ti (Latidos) – 2009
- Las Marcas del Tiempo (Ej på album) – 2012
- El Primero de Muchos (Ej på album) – 2012
- Artista Temerario (Ana y el Artista Temerario) – 2014
- Lo que fuimos (Ana y el Artista Temerario) – 2014
- Paisajes (Ana y el Artista Temerario) – 2015
- Doce Meses (El Año del Maravilloso desastre) (Volver) – 2016
- Para Cambiar el Mundo (Volver) – 2016
- Qué Casualidad (Volver) – 2016
- Niña Kamikaze (Volver) – 2016
- El Álbum (Cartas De Navegación) – 2018
- Mirlo Blanco (Cartas De Navegación) – 2019
- Ídolos (Los Mejores Momentos Están Por Llegar) (La Buena Suerte) – 2020
- Palabras (La Buena Suerte) – 2020
- Te Debo Una Canción (La Buena Suerte) – 2020
- Puedes Apostar Por Mi (La Buena Suerte) – 2020
- La Sonrisa Intacta (La Buena Suerte) – 2021